# Корнеле
Корнеле (пол. Kornele) — село в Польщі, у гміні Старий Дзежґонь Штумського повіту Поморського воєводства.
Населення — 64 особи (2011).
У 1975-1998 роках село належало до Ельблонзького воєводства.

## Демографія
Демографічна структура станом на 31 березня 2011 року:
|          | Загалом | Допрацездатний вік | Працездатний вік | Постпрацездатний вік |
| -------- | ------- | ------------------ | ---------------- | -------------------- |
| Чоловіки | 31      | 5                  | 21               | 5                    |
| Жінки    | 33      | 7                  | 21               | 5                    |
| Разом    | 64      | 12                 | 42               | 10                   |